# Planaria fusca
Planaria fusca is een platworm (Platyhelminthes). De worm is tweeslachtig. De soort leeft in of nabij zoet water.
Het geslacht Bdellocephala, waarin de platworm wordt geplaatst, wordt tot de familie Dendrocoelidae gerekend. De wetenschappelijke naam van de soort werd, als Fasciola fusca, voor het eerst geldig gepubliceerd in 1774 door Pallas.

## Synoniemen
- Fasciola fusca Pallas, 1774
  - Bdellocephala fusca (Pallas, 1774)
  - Dendrocoelum fuscum (Pallas, 1774)